# Defiance (Missouri)
Defiance – jednostka osadnicza w Stanach Zjednoczonych, w stanie Missouri, w hrabstwie St. Charles.